# گروس کوریس
گروس کوریس (به آلمانی: Groß Köris) یک شهر در آلمان است که در دامه-اشپریوالد واقع شده‌است. گروس کوریس  ۲٬۲۴۷ نفر جمعیت دارد.

## خواهرخوانده
شهر Much خواهرخواندهٔ گروس کوریس هست.